# 44
| 44                 |
| ------------------ |
| Dødsfald - Fødsler |
|                    |

| Gregoriansk kalender | 44 XLIV                 |
| Ab urbe condita      | 797                     |
| Armensk kalender     | I/T                     |
| Kinesiske kalender   | 2740 – 2741 癸卯 – 甲辰 |
| Etiopisk kalender    | 36 – 37                 |
| Jødisk kalender      | 3804 – 3805             |
| Hindukalendere       |                         |
| - Vikram Samvat      | 99 – 100                |
| - Shaka Samvat       | N/A                     |
| - Kali Yuga          | 3145 – 3146             |
| Iransk kalender      | 578 BP – 577 BP         |
| Islamisk kalender    | 596 BH – 595 BH         |

Se også 44 (tal)

## Dødsfald
- Herodes Agrippa, konge i Judæa (født 10 f.Kr.)

## Sport
| År | Spire Denne artikel om et år, årti, århundrede eller årtusinde er en spire som bør udbygges. Du er velkommen til at hjælpe Wikipedia ved at udvide den. |